# Jaxson Ryker
Chadwick "Chad" Lail (nascido em 6 de junho de 1982) é um lutador americano de wrestling profissional, que atualmente trabalha para a WWE, em seu território de desenvolvimento, o NXT, sob o nome de ringue Jaxson Ryker. Ele é mais conhecido por seu trabalho na Total Nonstop Action Wrestling (TNA), sob o nome no ringue de Gunner, onde foi co-titular campeão do TNA World Tag Team Championship com James Storm por uma ocasião. Ele também é um ex-campeão televisivo da TNA.
Além de lutar para TNA, Lail também trabalha para várias promoções no circuito independente sob o nome no ringue de Phill Shatter.

## Carreira no wrestling profissional

### NWA Anarchy (2001-2011)
Após servir na Guerra do Iraque, Phill Shatter assinou com a NWA Anarchy, juntamente com os companheiro veterano da Guerra do Iraque Truitt Fields. Embora começou a competir como uma dupla, Shatter eventualmente se transformou em um gerente e juntou-se a Jeff G. Bailey para formar o grupo Bailey's NWA Elite
Shatter rivalizou com Iceberg antes de receber uma chance pelo NWA Heavyweight Championship contra Anarchy Ace Rocwell. Shatter venceu a partida e o título.
Shatter mais tarde ganhou o NWA National Heavyweight Championship de Crusher Hansen em 17 de janeiro de 2009, e é o maior campeão da história do título. Shatter perderia o campeonato para Chance Prophet em 19 de fevereiro de 2011, depois de assinar um contrato com a Total Nonstop Action Wrestling (TNA).
Em outubro de 2010, Shatter derrotou Chase Stevens pelo Showtime All-Star Wrestling (SAW) Internacional Heavyweight Championship, mas foi forçado a desocupar o título em junho de 2011, devido a ser incapaz de defendê-la por causa de sua agenda com a TNA.

### Ring of Honor (2010)
Shatter apareceu no pay-per-view da Ring of Honor, The Big Bang! em 3 de abril de 2010, derrotando Zack Salvation no na luta de abertura.

### Total Nonstop Action Wrestling

#### Estreia e Immortal (2010-2012)

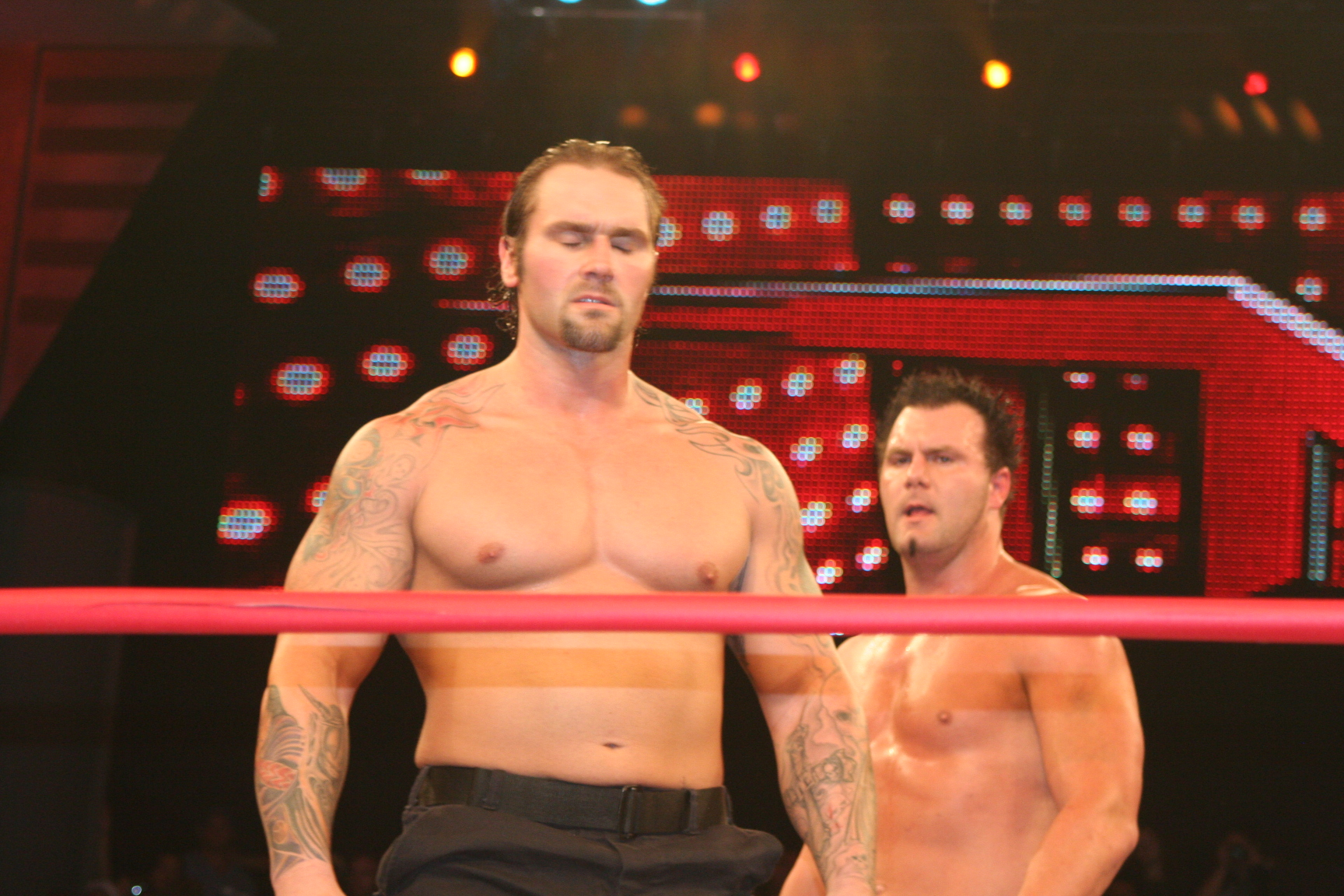
(Da esquerda para a direita) Gunner e Murphy no Impact Wrestling em julho de 2010.

No 23 de Junho de 2010, nas gravações do TNA Impact!, Shatter fez sua estreia na TNA, junto com Mikael Judas, como seguranças da TNA. Em 29 de julho, na edição do TNA Impact!, Shatter, agora usando o nome Gunner e Mikael Judas, usando o nome de Murphy, saíram após uma briga envolvendo Jeff Hardy e Mr. Anderson com Matt Morgan, atacando Hardy e Anderson, transformando, assim, em um vilão. Eles, então, se uniram com Morgan em uma dois contra um, onde foram derrotados por Hardy e Anderson. Depois de aparecer com Morgan na semana seguinte, o ângulo de Gunner e Murphy com ele foi descontinuado e eles voltaram a ser os guardas de segurança regulares. Na edição de 21 de outubro do Impact!, Gunner e Murphy alinharam-se com Jeff Jarrett e o ajudaram a derrubar Samoa Joe. No Turning Point, Gunner e Murphy interferiram em uma luta entre Jarrett e Joe, ajudando Jarrett para conseguir a vitória. Na edição seguinte do Impact!, Gunner e Murphy fizeram seu retorno no ringue, perdendo para Samoa Joe em uma luta dois contra um.. Após a disputa de Jarrett com Samoa Joe terminou, Gunner e Murphy se tornaram membros regulares do grupo Immortal e estavam menos envolvidos com Jarrett. Em 9 de dezembro nas gravações do Xplosion, Gunner e Murphy tiveram sua primeira vitória na TNA, derrotando Ink Inc. (Jesse Neal e Shannon Moore) em uma luta de duplas. Em 13 de fevereiro de 2011, no Against All Odds, Gunner e Murphy lutaram seu primeiro combate em pay-per-view na TNA, em uma luta de trios, onde se uniram com seu colega de Immortal Rob Terry, perdendo para James Storm, Robert Roode e Scott Steiner.

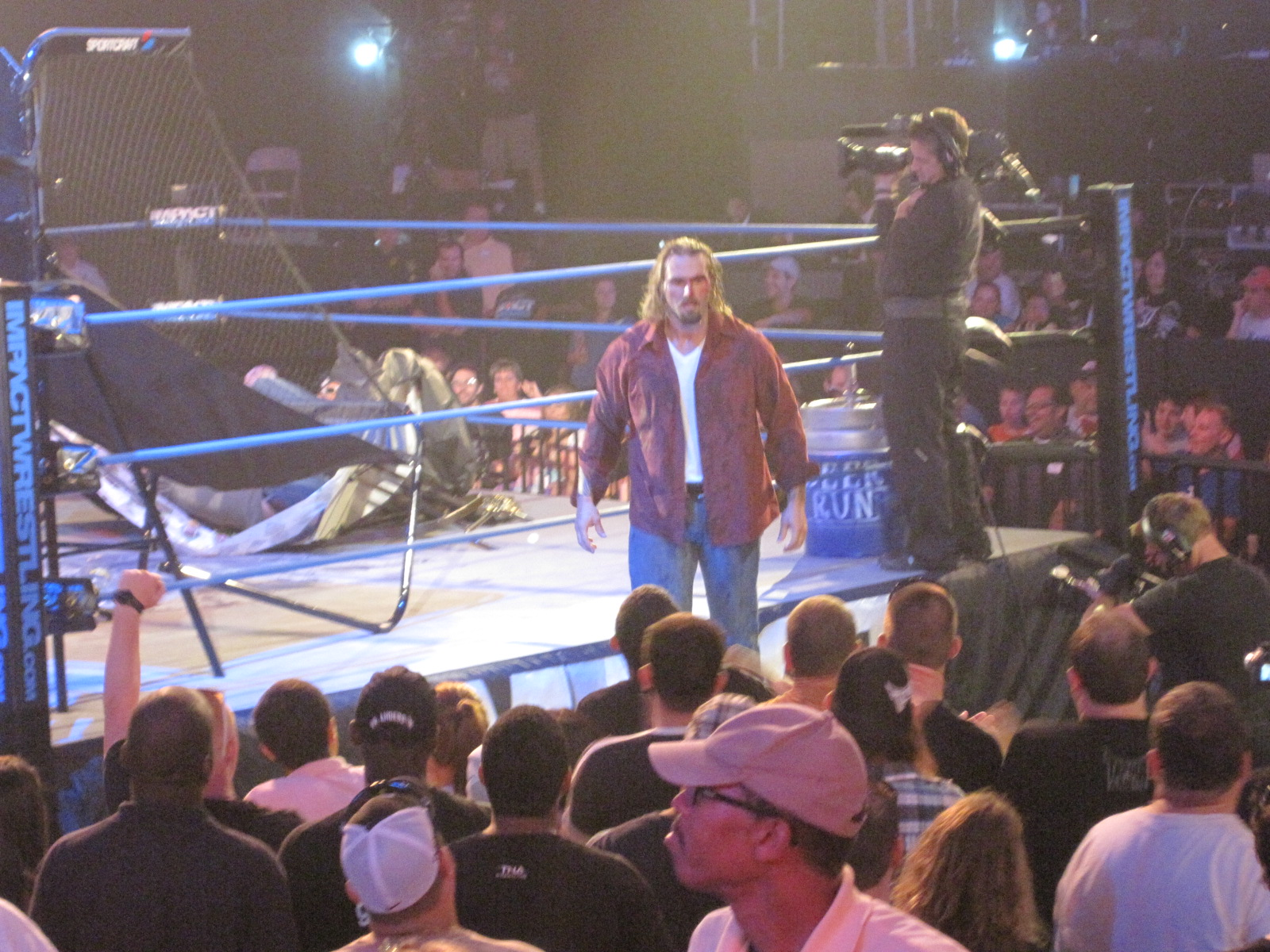
Gunner depois de atacar Mr. Anderson.

Em fevereiro, Gunner e Murphy assinaram contratos de dois anos com a TNA,  mudando suas funções de apenas guardas de segurança para lutadores ativos. Em 24 de fevereiro  na edição do Impact!, Gunner e Murphy derrotaram Eric Young e Orlando Jordan para ganhar sua primeira chance pelo TNA World Tag Team Championship, que estavam na posse de Beer Money, Inc. (James Storm e Robert Roode).  Eles receberiam sua chance pelo título na edição seguinte do Impact!, mas foram derrotados. Em 14 de março nas gravações da edição de 17 de março do Impact!, Gunner derrotou Murphy e Rob Terry em uma luta three-way para ganhar o vago TNA Television Championship. Ele perderia o título para Eric Young em 17 de maio nas gravações de 26 de maio da edição do Impact Wrestling. Em 9 de junho na edição do Impact Wrestling, Gunner derrotou o campeão mundial dos pesos-pesados da TNA, Sting em uma luta de duplas, em que ele se juntou com o Mr. Anderson contra Sting e Eric Young. Na semana seguinte, Gunner pediu uma chance pelo título ao novo campeão mundial Mr. Anderson por seu título e, finalmente, jogou-o através de uma mesa, quando ele se recusou. No evento principal do show, Gunner derrotado Anderson em uma luta sem o título em jogo. De junho a setembro, Gunner foi um dos doze participantes do Bound for Glory Series para determinar o candidato número um para ao TNA World Heavyweight Championship. Quando a fase de grupos do torneio concluiu, Gunner terminou entre os quatro primeiros e, assim, avançou para as finais no No Surrender, juntamente com James Storm, Robert Roode e seu colega de grupo, Bully Ray. Em 11 de setembro, No Surrender, Gunner foi eliminado do torneio, quando foi derrotado por Bobby Roode por finalização. Gunner então começou a rivalizar com o ex-árbitro do Immortal, Garett Bischoff, perdendo para ele por desqualificação, após interferência de Ric Flair, na edição de 10 de novembro do Impact Wrestling. Isto foi seguido por Bischoff conseguindo duas vitórias por pinfall sobre Gunner nos episódios de 17 de novembro e 8 de dezembro do Impact Wrestling, onde ele iria machucar Garett por aplicar um piledriver no chão de concreto. Ele faria o mesmo com Jesse Neal e Douglas Williams nas edições de 15 de dezembro e 29 de do Impact Wrestling. Em 5 de Janeiro de 2012, na edição do Impact Wrestling, Gunner lutou e empatou uma luta por dupla contagem contra Rob Van Dam mas não conseguiu ferir ele depois de Van Dam retaliou e o jogou sobre o concreto. Três dias depois, no Genesis, Gunner derrotou Van Dam depois de deixar ele no chão de concreto com um DDT. Em 12 de fevereiro, no Against All Odds, Gunner, com Eric Bischoff no seu canto, derrotou Garett Bischoff, que teve Hulk Hogan no seu canto, em uma luta individual. No dia 15 de abril no Lockdown, Gunner representado a equipe de Eric Bischoff na anual luta Lethal Lockdown , onde a equipe adversária foi liderado por Garett Bischoff, acabou vencendo o combate para sua equipe. No episódio seguinte do Impact Wrestling, Gunner, sem sucesso desafiou Devon pelo TNA Television Championship. Em 17 de maio, Lail anunciou que tinha assinado um novo contrato de três anos com a TNA.
Após um hiato de três meses, Gunner voltou ao Impact Wrestling no dia 26 de julho, quando ele, juntamente com Kid Kash, confrontou e, eventualmente, atacou o estreante Chavo Guerrero, Jr., antes que ele foi salvo por Hernandez. Em 12 de agosto no Hardcore Justice, Gunner e Kash foram derrotados em um combate de duplas por Guerrero e Hernandez. Gunner e Kash enfrentaram Guerrero e Hernandez, agora os campeões do TNA World Tag Team Championship, em uma revanche em 18 de outubro no episódio do Impact Wrestling, mas foram novamente derrotados.

#### Retorno e parceria com James Storm (2013-presente)
Depois de mais um hiato, Gunner retornou em 12 de janeiro de 2013, no evento Joker's Wild, em parceria com Crimson perdendo para Christian York e James Storm. Gunner voltou ao Impact Wrestling em 23 de maio, atacando Robbie E e Shark Boy sendo escolhido como parceiro de James Storm em uma luta de quatro duplas de eliminação pelo TNA World Tag Team Championship no Slammiversary XI, transformando-se assim em um mocinho. Em 2 de junho, no pay-per-view, Gunner e Storm ganharam a luta contra Bad Influence (Christopher Daniels e Kazarian), Austin Aries e Bobby Roode, e os até então campeões Chavo Guerrero, Jr. e Hernandez para ganhar o World Tag Team Championship. Gunner e Storm voltaram no episódio de 8 de agosto do Impact Wrestling, em parceria com ODB para derrotar os The BroMans (Jessie Godderz e Robbie E) e Mickie James em uma luta de trios mistos. No dia 20 de outubro, no Bound for Glory, Gunner e Storm perderam o World Tag Team Championship para Godderz e Robbie E em sua primeira defesa do título, terminando o seu reinado em 140 dias. Gunner e Storm receberam a sua revanche no episódio de 31 de outubro do Impact Wrestling, mas foram novamente derrotados pelos BroMans.

## Vida pessoal
Lail é casado com a lutadora profissional Jayme Jameson, tendo um filho juntos, residindo próximo a Charlotte, Carolina do Norte.

## No wrestling
- Movimentos de finalização
  - Como Gunner

- Fireman's carry facebuster - 2011-2012
- Gun Rack (Argentine backbreaker rack) - 2013-presente

- Como Phill Shatter

- PTSD – Post Traumatic Stress Disorder (Powerbomb)

- Movimentos secundários
  - Fist drop[4]
  - Side slam backbreaker[1]
  - Spear[4]
  - Spinebuster[1]
- Com James Storm
  - Movimentos de finalização da dupla
    - Combinação Powerslam (Gunner) e Running Neckbreaker (Storm)
    - Catapult por Gunner transferido para um DDT por Storm
- Com Murphy
  - Movimentos de finalização da dupla

- Combinação Sidewalk slam (Murphy) / Diving elbow drop (Gunner)

- Alcunhas
  - "Mr. Intensity"
  - "The Modern Day Viking" (MDV)[49]
- Gerentes
  - Jeff G. Bailey[4]
  - Ric Flair[50]
  - Eric Bischoff[35]
- Temas de entrada
  - "Inflikted" por Cavalera Conspiracy[4] (NWA)
  - "Immortal Theme" por Dale Oliver[51] (TNA; Usado enquanto parte do Immortal)
  - "Day of Rage" por Dale Oliver[52] (TNA)
  - "Longnecks & Rednecks" por Montgomery Gentry (2013–presente; usado enquanto parceiro de James Storm)

## Campeonatos e realizações
- National Wrestling Alliance
  - Future Legends Cup (2010)[53]
- NWA Anarchy

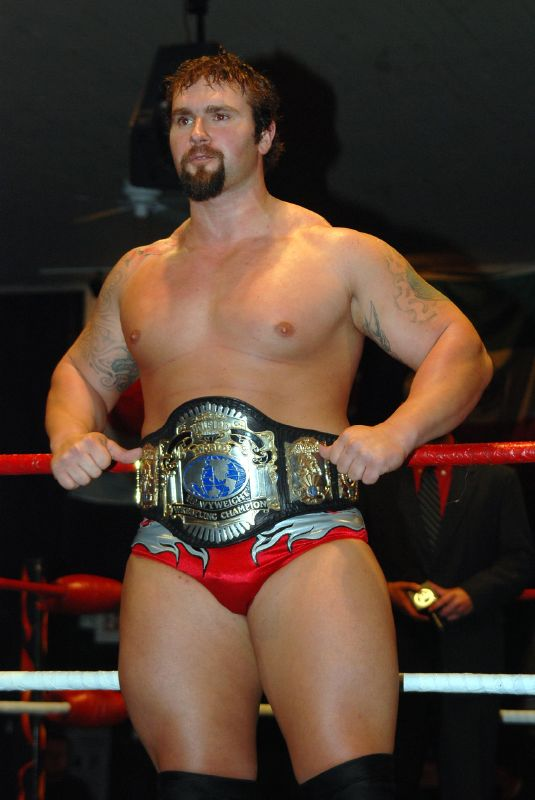
Phill Shatter como campeão do NWA Anarchy Heavyweight Championship

  - NWA Anarchy Heavyweight Championship (1 vez)[54]
  - NWA Anarchy Tag Team Championship (1 vez)1 – com Kimo e Abomination[55]
- NWA Charlotte
  - NWA Mid-Atlantic Heritage Championship (1 time)[56]
- NWA East
  - NWA National Heavyweight Championship (1 vez)[57]
- Pro Wrestling Illustrated
  - PWI classificou-o na posição #55 dos 500 melhores lutadores individuais na PWI 500 em 2012[58]
- Showtime All-Star Wrestling
  - SAW International Heavyweight Championship (1 vez)[59]
- Total Nonstop Action Wrestling
  - TNA Television Championship (1 vez)[20][21]
  - TNA World Tag Team Championship (1 vez) – com James Storm

1Shatter defendeu o título tanto com Kimo quanto Abomination sob a regra Freebird.